# 尖瓣野海棠
尖瓣野海棠或小金石榴（学名：Bredia gibba）为野牡丹科野海棠属下的一个种。

## 扩展阅读
- 維基物種上的相關：小金石榴